# Harold Mahony

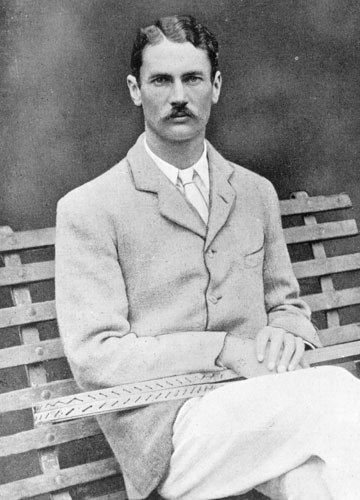
Harold Mahoney, troligen vid tiden för sin Wimbledonseger 1896.

Harold Segerson Mahony, född den 13 februari 1867 i Edinburgh i Skottland, död den 27 juni 1905 i Kerry på Irland, var en irländsk tennisspelare. Mahony var en av fyra irländska tennisspelare som under 1890-talet firade triumfer i Wimbledonmästerskapen i London. De övriga tre spelarna i denna så kallade "irländska invasion" var läkaren och tennisspelaren Joshua Pim, Willoughby Hamilton och Frank Stoker, av vilka alla utom Stoker olika år vann herrsingeltiteln i turneringen.

## Tenniskarriären
Harold Mahony deltog under flera år under 1890-talet i Wimbledonmästerskapen. Säsongen 1893 nådde han final i herrsingelns All Comers Round, där han förlorade mot landsmannen och slutsegraren Joshua Pim med siffrorna 7-9, 3-6, 0-6. Sin största framgång nådde han 1896 då han mötte den trefaldige mästaren och titelförsvararen, engelsmannen Wilfred Baddeley i Challenge Round. Matchen blev mycket jämn, men slutligen stod Mahony som segrare med siffrorna 6-2, 6-8, 5-7, 8-6, 6-3. Året därpå förlorade han sin titel till den engelske spelaren Reginald Doherty med 4-6, 4-6, 0-6. Doherty tog därmed sin första singeltitel av fyra i Wimbledon. Säsongen 1898 förlorade Mahony All Comers Final mot den andre av bröderna Doherty (Laurie Doherty).
Harold Mahony vann singeltiteln i Irish Open 1898. Han vann också mixed dubbel-titeln i den turneringen 1895-96. År 1897 nådde han dubbelfinalen i US Open. Harold Mahony deltog i OS i Paris 1900. Han vann där silvermedalj i såväl singel (finalförlust mot Laurence Doherty) som mixed dubbel (tillsammans med Hélène Prévost, paret förlorade mot Charlotte Cooper Sterry/Reginald Doherty).

## Personen och spelaren
Harold Mahony var, trots att han föddes i Skottland, irländare. Han hade en färgstark personlighet som uppskattades av publiken. Han har beskrivits som en utpräglad attackspelare, vars främsta vapen var backhand, volley och smash. Däremot var hans forehand den kanske sämsta i hela Wimbledonhistorien, och han har kallats "spelaren utan forehand".
Mahony omkom i en olycka vid foten av Caragh Hill efter att ha förlorat kontrollen över sin cykel, fallit omkull och ådragit sig en skallfraktur.

## Titlar iWimbledonmästerskapen
- Singel - 1896